# 2372 Proskurin
A 2372 Proskurin (ideiglenes jelöléssel 1977 RA8) a Naprendszer kisbolygóövében található aszteroida. Nyikolaj Sztyepanovics Csernih fedezte fel 1977. szeptember 13-án.